# Seyfertgalaxie
Seyfertgalaxien sind Spiral- oder irreguläre Galaxien mit einem sehr hellen Galaxienkern. Die Spektren dieser Kerne zeigen charakteristische Emissionslinien, die nicht durch Sterne angeregt werden. Seyfertgalaxien sind eine Unterordnung der Aktiven Galaktischen Kerne.
Die Seyfertgalaxien wurden nach dem Astronomen Carl Keenan Seyfert benannt, der sich in den 1940er Jahren sehr intensiv mit ihnen beschäftigte.

## Erscheinungsbild, Klassifizierung in Typ 1 und Typ 2
Typisch für Seyfertgalaxien sind die oft sehr hellen Kerne und elektromagnetische Spektren mit sehr hellen Spektrallinien von unter anderem Wasserstoff, Helium, Stickstoff und Sauerstoff. Die Stärkenverhältnisse dieser Linien unterscheiden sich deutlich von denen in HII-Regionen, die von heißen Sternen angeregt werden.
Diese Spektrallinien zeigen oft starke Dopplerverbreiterungen, die auf Geschwindigkeiten des emittierenden Gases von bis zu 10.000 Kilometern pro Sekunde hindeuten.
Anhand dieser Verbreiterung wurden Seyfertgalaxien in ursprünglich zwei verschiedene Typen klassifiziert:
- Typ 2: nur „schmale“ Linien von bis zu etwa 1000 km/s Breite;
- Typ 1: zusätzlich „breite“ Linienkomponenten einiger Linien von bis über 10.000 km/s Breite.

Später wurden von Donald Osterbrock auch Zwischentypen wie 1.5 und 1.9 definiert, bei denen breite Komponenten nur bei einigen der Linien gesehen werden, die sie bei Typ 1 aufweisen würden. Es zeigt sich, dass verbotene Linien mit geringer Übergangswahrscheinlichkeit, die nur in dünnem Gas entstehen können, im Spektrum stets schmal sind. Breite Komponenten werden nur bei erlaubten Linien beobachtet, die wegen ihrer höheren Übergangswahrscheinlichkeit auch in dichtem Gas stark emittiert werden. In Seyfert-1-Galaxien ist also eine kompakte und dichte „Broad Line Region“ und eine ausgedehnte dünnere „Narrow Line Region“ sichtbar, in Seyfert-2-Galaxien nur die letztere.
Außerdem senden Seyfertgalaxien starke Strahlung über weite Teile des elektromagnetischen Spektrums aus, von Radiowellen über Mikrowellen, Infrarot-, Ultraviolett-, Röntgen- bis zu Gammastrahlen.
Die Intensität der vom Kern emittierten Strahlung kann sich innerhalb eines Jahres merklich verändern. Daraus folgt, dass der Durchmesser der emittierenden Region weniger als ein Lichtjahr betragen muss.

## Energiequelle
Als Energiequelle von Seyfertgalaxien wird heute allgemein Materieeinströmung auf ein supermassereiches Schwarzes Loch angesehen. Diese kann sogar dazu führen, dass die umgebende Galaxie durch den Kern überstrahlt wird. Zwischen den leuchtkräftigsten Seyfertgalaxien und den noch intensiveren Quasaren besteht ein stetiger Übergang.
Die einfallende Materie setzt durch Reibung Energie frei, vermutlich in einer Akkretionsscheibe, die das zentrale Schwarze Loch umgibt. Die Akkretionsscheibe ist die Quelle eines großen Teils der von der Seyfertgalaxie emittierten elektromagnetischen Strahlung, die dann beim Auftreffen auf weiter außen liegende Materie sekundäre Phänomene wie die im sichtbaren Licht beobachteten Emissionslinien erzeugt.

## Vereinheitlichte Modelle
Vereinheitlichte Modelle erklären den Unterschied zwischen Typ 1 und Typ 2 nicht durch Anwesenheit oder Fehlen einer Broad Line Region. Sie nehmen an, dass diese immer vorhanden ist, aber bei Seyfert-2-Galaxien in unserer Blickrichtung durch dichte interstellare Materie und Staub verdeckt ist. In Einklang mit dieser Vorstellung kann bei einigen Seyfert-2-Galaxien die breite Spektralkomponente in polarisiertem Licht beobachtet werden. Die Polarisation zeigt an, dass uns dieses Licht auf Umwegen durch Streuung an heißem Gas oder Staub um den Kern erreicht hat. Dieser Effekt wurde erstmals bei der Typ-2-Galaxie NGC 1068 entdeckt. Weiter unterstützt werden vereinheitlichte Modelle durch die Beobachtung, dass Röntgenstrahlung vom Kern der Seyfertgalaxien in Objekten vom Typ 2 normalerweise stärkere Spuren von Abschwächung zeigt als in Objekten vom Typ 1.